# Amar Memić
Amar Memić (Sarajevo, 20 de enero de 2001) es un futbolista bosnio que juega en la demarcación de extremo para el FC Viktoria Plzeň de la Liga de Fútbol de la República Checa.

## Selección nacional
Tras jugar en las categorías inferiores de la selección, finalmente hizo su debut con la selección de Bosnia y Herzegovina el 21 de marzo de 2025 en un encuentro de clasificación para la Copa Mundial de Fútbol de 2026 contra Rumania que finalizó con un resultado de 0-1 a favor del combinado bosnio tras el gol de Armin Gigovic.

## Clubes
| Club              | País                 | Año       | Partidos | Goles |
| ----------------- | -------------------- | --------- | -------- | ----- |
| FK Radnik Hadžići | Bosnia y Herzegovina | 2020-2021 | 27       | 5     |
| NK Bravo          | Eslovenia            | 2021-2022 | 34       | 1     |
| MFK Karviná       | República Checa      | 2022-2024 | 80       | 16    |
| FC Viktoria Plzeň | República Checa      | 2025-     | 21       | 3     |